# Gobierno Regional de Arequipa
El Gobierno Regional de Arequipa es el órgano con personalidad jurídica de derecho público y patrimonio propio, que tiene a su cargo la administración superior del departamento de Arequipa, Perú, y cuyo finalidad es el desarrollo social, cultural y económico. Tiene su sede en la capital regional, la ciudad de Arequipa.
Está constituido por el Gobernador Regional y el consejo regional.

## Gobernador regional
Desde el 1 de enero de 2023 el órgano ejecutivo está conformado por:
- Gobernador Regional: Rohel Sánchez Sánchez
- Vicegobernadora Regional: Ana María Gutiérrez Valdivia

## Gerencia regional
Desde el 1 de enero de 2023 el órgano administrativo está conformado por:
- Gerencia General Regional: MBA Leonídas Zavala Lazo
- Gerencia Regional de Agricultura: José Paredes Sánchez
- Gerencia Regional de Comercio Exterior y Turismo: Jorge Meza Cruz
- Gerencia Regional de Educación: Cecilia Jarita Padilla
- Gerencia Regional de Energía y Minas: Yakir Rozas
- Gerencia Regional de Salud: Walter Oporto
- Gerencia Regional de Producción: Luis Antonio Vargas Choque
- Gerencia Regional de Trabajo y Promoción del Empleo: Milagros Rodríguez
- Gerencia Regional de Transportes y Comunicaciones: José Aquice
- Gerencia Regional de Vivienda: Jacinto Rosas Fernández
- Autoridad Regional del Ambiente:
- Jefe de Diálogo y Gobernabilidad: Alonzo Ortiz
- Gerente Ejecutivo de la Autoridad Autónoma de Majes (AUTODEMA): Ulises Aguilar
- Director Ejecutivo de la Cooperación con el proceso de Autodesarrollo Sostenible de Arequipa (COPASA): Juan Chenguayen

## Consejo regional
El consejo regional de la Región de Arequipa es un órgano de carácter normativo, resolutivo y fiscalizador, dentro del ámbito propio de competencia del Gobierno Regional, encargado de hacer efectiva la participación de la ciudadanía regional y ejercer las atribuciones que la Ley Orgánica de Gobiernos Regionales del Perú respectiva le encomienda.
Está integrado por 8 consejeros elegidos por sufragio universal en votación directa, de cada una de las 8 provincias de la región, que duran 4 años en sus cargos. Desde 2015 estará integrado por 10 consejeros.
Desde 2022, para prevenir actos de corrupción, el consejo se encarga de revisar las solicitudes de entrega de bienes para su posterior autorización. Además que en el despacho de transporte, se realizó el método de rotación.

### Listado de consejeros regionales
| # | Provincia                   | Provincia | Partido                     | Consejero                    |                        |
| - | --------------------------- | --------- | --------------------------- | ---------------------------- | ---------------------- |
| 1 |                             | Arequipa  | Yo Arequipa                 | Miguel Ángel Linares Riveros |                        |
| 1 | Yo Arequipa                 | Arequipa  | Marleny arminta Valencia    |                              |                        |
| 1 | Arequipa Avancemos          | Arequipa  | Fernando Cornejo Valencia   |                              |                        |
| 1 | Arequipa Tradición y Futuro | Arequipa  | Cesar Huamantuma Alarcón    |                              |                        |
| 2 |                             | Camaná    | Yo Arequipa                 | Norma Ortega Valdivia        |                        |
| 3 |                             | Caravelí  | Arequipa Tradición y Futuro | Aaron Maldonado López        |                        |
| 4 |                             | Castilla  | Arequipa Avancemos          | Antonio Llerena Salas        |                        |
| 4 | Yo Arequipa                 | Castilla  | Natividad Taco Cueva        |                              |                        |
| 5 |                             | Caylloma  | Yo Arequipa                 | Osias Ortiz Ibañez           |                        |
| 5 | Fuerza Arequipeña           | Caylloma  | Yo Arequipa                 | Yesenia Choquehuanca Cruz    |                        |
| 6 | Fuerza Arequipeña           |           | Condesuyos                  | Arequipa Tradición y Futuro  | Roxana Llamoca Huaihua |
| 7 |                             | Islay     | Yo Arequipa                 | Juan Carlos Huanca Molero    |                        |
| 8 |                             | La Unión  | Partido Demócrata Verde     | Gregorio Elfer Ale Cruz      |                        |
| 8 | Arequipa Avancemos          | La Unión  | Nila Roncalla Camargo       |                              |                        |